# Анантаварман Чодаганга
Анантаварман Чодаганга дева (орія ଅନନ୍ତବର୍ମା ଚୋଡଗଙ୍ଗ ଦେବ) — індійський правитель з династії Східних Гангів. Володарював у південній частині Калінги.

## Життєпис
Був сином Раджараджадеви та Раджасундарі, дочки Вірараджендри Чола. Цар Кулотунга Чола I з династії Чола був його дядьком.